# Cyphosaccus norvegicus
Cyphosaccus norvegicus is een krabbezakjessoort uit de familie van de Peltogastridae. De wetenschappelijke naam van de soort is voor het eerst geldig gepubliceerd in 1962 door Boschma.